# Johannes Mathei
Johan Mattson, Johannes Mathei, död 1524, var en svensk författare och prelat. 
Han var född i Jönköping och utbildades i Rostock 1471-72. Han blev prästmunk i Vadstena kloster 1476, och var generalkonfessor där 1499-1501 och 1512-1514. Han var författare till Förmaningsbrev till systrarna i Vadstena 1515. Han översatte legenderna om S Stefan påve och S Stefan martyren. Han har också bedömts som trolig översättare av Jungfru Marie Psaltare (1510-24). 